# Patrick Margueron
Patrick Margueron est un auteur, compositeur, guitariste et chanteur français.

## Carrière musique
Patrick Margueron commence à gagner sa vie en faisant du bal et en jouant pour les soirées privées de la haute société ou des hautes écoles.
Avec Christian Roshem, il monte son 1er groupe Chatter Box puis Cristal ensuite vient Grand-Mère dans les années 1960 et dans son avant-dernier groupe Paris Palace Hôtel (P.P.H.), il embauche Patrick Hernandez et Hervé Tholance dans les années 1970.
Fin des années 1960, « Grand-Mère » part au Japon accompagner Claude Ciari qui les emmène sur sa 1re tournée puis à la Réunion .
Dans les années 1970, il signe un contrat avec les producteurs Jean-Claude Pellerin et le chanteur  Monty puis plus tard  avec Jean Van Loo. Le groupe P.P.H., fait alors quelques télés Domino, joue au Byblos à Saint-Tropez, se produit dans les boîtes et cabarets à la mode. 
En 1975, Patrick Margueron décide de se retirer avec ses musiciens à côté de Royan afin de travailler à la composition d'un 33t ; il en sortira un album de 11 chansons dont il est le compositeur pour 8 d'entre elles. Patrick Hernandez est l'auteur ou auteur/compositeur pour les autres, dont la première version du tube Born to Be Alive. L'album n'est jamais sorti sur le marché car les séances du studio 92 n'ont jamais été payées.
Après une saison au Club Méditerranée de Djerba La Douce et deux ans de tentative pour sortir cet album, le groupe finit par se dissoudre. 
"Pat" (Patrick Margueron) et "Patty" (Patrick Hernandez) retravailleront un moment ensemble, à la demande de Jean Van Loo, pour créer des morceaux pour le groupe disco Chocolat's qu'il manage.
Quand Jean Van Loo demande à Pat de le rejoindre à nouveau en Belgique pour sortir "Born to Be Alive" en duo avec Patty, il refuse car il croit encore à son groupe.
Début 80, après la séparation de P.P.H., Patrick Margueron surnommé alors Joli Cow-boy par "La Souche" rejoint les musiciens de Laurent Voulzy qu'il a connu bien avant Rockollection et d'Alain Souchon pour lequel il jouera plus de 4 ans. Il continue de composer, enregistre plusieurs titres, essaie de placer ses œuvres à d'autres artistes plus connus mais sans succès.
Pendant huit ans, il accompagnera des artistes comme Gérard Lenorman, Michèle Torr ou Anne Vanderlove pour qui il a aussi composé. Le dernier gala qu'il a fait est le Palais des congrès de Paris avec Gérad Lenorman en 1987.
Il a cessé la musique en 1990, faute d'en vivre décemment ; il n'a plus touché de guitare pendant 12 ans.
Compositeur, auteur, guitariste et chanteur, il s'est produit, seul ou avec ses groupes, entre autres au Gibus, au Bus Palladium, au Rock'n Roll Circus puis au Nashville, croise les chemins d'artistes tels que C. Jérôme, Monty, mais aussi Les Beatles et les Rolling Stones, Wings mais c'est The Shadows qui resteront toujours ses maîtres.
Depuis 2003, il a remonté un groupe, en Provence où il vit maintenant, pour ne jouer que du Shadows (parfaitement et plus dit-on) ou ses propres titres qu'il arrange façon Shadows.

## Biographie
Il est né à paris dans le 9e et grandit dans le 10e, quartier de l'église Saint Vincent de Paul dont le parvis devient son terrain de jeux et qui le verra devenir presque "Apache" comme le traitait sa grand-mère en référence à ceux de la rue De Lappe. 
Signe du destin car c'est sur le titre du même nom -et les autres- du groupe "The Shadows" et de Cliff Richard qu'ils accompagnaient, que Patrick apprend en autodidacte à jouer de la guitare.
Son père, dessinateur-brodeur, vendait ses fins et prestigieux ouvrages aux maisons de couture et à des richissimes clients parmi la haute bourgeoisie ou la noblesse. Sa mère fut un temps chapelière rue Daniel Casanova.
Au décès prématuré de son père, commençant à bien gagner sa vie grâce à la musique, il abandonne ses études de kinésithérapeute.
Son style rock-country-disco lui apporte le  succès dans les années 70-80.
Il est marié à une architecte depuis 1976.
Décédé le 05 décembre 2023.